# Car System Cheb
Car System Cheb byl český futsalový klub z Chebu. V sezóně 2001/2002 se klubu povedl historický postup do nejvyšší soutěže. V nejvyšší soutěži klub ovšem setrval pouze jednu sezónu, když se umístil na dvanáctém místě a sestoupil zpátky do druhé ligy. Po sestupu se klubu povedlo znovu umístit na prvním místě regionální skupiny druhé ligy, nakonec byl ale postup přenechán slánské Čechii. Po sezóně 2004/2005 se klub odhlásil ze druhé ligy.
Nejznámějším chebským hráčem je bývalý reprezentant Zdeněk Sláma, který hrál například za Eco Investment Praha, Slov-Matic Bratislava nebo ruský MFK Tjumeň.

## Vývoj názvů klubu
Zdroj:
- 1. SFK Cheb
- 2000 – Bohemia Cheb
- 2002 – Car System Cheb

## Umístění v jednotlivých sezonách
Zdroj:
Legenda: Z – zápasy, V – výhry, R – remízy, P – porážky, VG – vstřelené góly, OG – obdržené góly, ± – rozdíl skóre, B – body, červené podbarvení – sestup, zelené podbarvení – postup, světle fialové podbarvení – přesun do jiné soutěže, P. ZČ – ?
| Česko (1998–2005) |                            |        |    |    |   |    |     |     |     |    |       |          |
| Sezóny            | Liga                       | Úroveň | Z  | V  | R | P  | VG  | OG  | ±   | B  | P. ZČ | Play-off |
| 1998/1999         | Divize – sk. Západní Čechy | 3      | 22 | 16 | 1 | 5  | 119 | 86  | +33 | 49 | 1.    |          |
| 1999/2000         | 2. liga – sk. Západ        | 2      | 30 | 12 | 5 | 13 | 142 | 150 | –8  | 41 | 9.    |          |
| 2000/2001         | 2. liga – sk. Západ        | 2      | 26 | 17 | 3 | 6  | 159 | 89  | +70 | 54 | 4.    |          |
| 2001/2002         | 2. liga – sk. Západ        | 2      | 22 | 19 | 3 | 0  | 167 | 76  | +91 | 60 | 1.    |          |
| 2002/2003         | 1. celostátní liga         | 1      | 22 | 6  | 1 | 15 | 77  | 121 | –44 | 19 | 12.   |          |
| 2003/2004         | 2. liga – sk. Západ        | 2      | 22 | 16 | 1 | 5  | 155 | 101 | +54 | 49 | 1.    |          |
| 2004/2005         | 2. liga – sk. Západ        | 2      | 22 | 15 | 4 | 3  | 112 | 68  | +44 | 49 | 3.    |          |